# Municipio de Prairie Creek (condado de Merrick)
El municipio de Prairie Creek (en inglés: Prairie Creek Township) es un municipio ubicado en el condado de Merrick en el estado estadounidense de Nebraska. En el año 2010 tenía una población de 348 habitantes y una densidad poblacional de 2,38 personas por km².

## Geografía
El municipio de Prairie Creek se encuentra ubicado en las coordenadas 41°6′25″N 98°12′43″O / 41.10694, -98.21194. Según la Oficina del Censo de los Estados Unidos, el municipio tiene una superficie total de 146.29 km², de la cual 146,29 km² corresponden a tierra firme y (0 %) 0 km² es agua.

## Demografía
Según el censo de 2010, había 348 personas residiendo en el municipio de Prairie Creek. La densidad de población era de 2,38 hab./km². De los 348 habitantes, el municipio de Prairie Creek estaba compuesto por el 93,39 % blancos, el 0,86 % eran afroamericanos, el 3,45 % eran asiáticos y el 2,3 % eran de una mezcla de razas. Del total de la población el 1,15 % eran hispanos o latinos de cualquier raza.